# Genc Mehmeti
Genc Mehmeti (Pristina, 4 novembre 1980) è un ex calciatore svizzero, di ruolo centrocampista.